# Ringkøbing-Skjern
El municipio de Ringkøbing-Skjern es un municipio de Dinamarca en la costa oeste de la península de Jutlandia. Administrativamente pertenece a la región de Jutlandia Central. Tiene un área de 1.488,86 km², con lo que es el mayor municipio danés. Su población es de 57.892 habitantes en 2012. Su capital es compartida por las ciudades de Ringkøbing y Skjern.
El municipio se creó con la reforma territorial de 2007, integrando en su territorio a los antiguos municipios de Egvad, Ringkøbing, Skjern, Videbæk y Holmsland.

## Localidades
| Localidades más pobladas de Ringkøbing-Skjern |              |                  |
| N.º                                           | Localidad    | Población (2012) |
| 1                                             | Ringkøbing   | 9.705            |
| 2                                             | Skjern       | 7.764            |
| 3                                             | Videbæk      | 4.336            |
| 4                                             | Tarm         | 4.136            |
| 5                                             | Hvide Sande  | 3.059            |
| 6                                             | Lem          | 1.422            |
| 7                                             | Spjald       | 1.271            |
| 8                                             | Vorgod-Barde | 1.012            |
| 9                                             | Tim          | 868              |
| 10                                            | Borris       | 837              |